# Neufvilles
Neufvilles är en ort i Belgien. Den ligger i provinsen Hainaut och regionen Vallonien, i den centrala delen av landet, 40 km sydväst om huvudstaden Bryssel. Neufvilles ligger 80 meter över havet och antalet invånare är 3 181.
Terrängen runt Neufvilles är platt. Runt Neufvilles är det ganska tätbefolkat, med 222 invånare per kvadratkilometer.. Närmaste större samhälle är Mons, 13,4 km söder om Neufvilles. 
Trakten runt Neufvilles består till största delen av jordbruksmark.